# Claude Bourdin
Cet article possède un paronyme, voir Claude Burdin.
Pour les articles homonymes, voir Bourdin.
Claude Bourdin est un politicien français né le 3 mai 1943 à La Ferté-Saint-Aubin dans le Loiret (région Centre-Val de Loire).
Il a occupé des fonctions de maire, conseiller général, conseiller régional et député.

## Biographie
Claude Bourdin étudie à l'école normale d'instituteurs puis à la faculté des lettres de l'université de Tours (Indre-et-Loire).
Il débute dans la vie politique dans la ville de Beaugency (Loiret) dont il est élu conseiller municipal en 1971. 
Il est élu conseiller régional de la région Centre-Val de Loire en 1986 puis conseiller général du Loiret pour le canton de Beaugency en 1986 puis réélu en  2001 et 2008.
Candidat suppléant dans la première circonscription du Loiret aux élections législatives de 1988, il devient député en 1991, lorsque Jean-Pierre Sueur entre au gouvernement d'Édith Cresson, jusqu'à la fin de la législature en 1993.
Après trois échecs consécutifs aux élections municipales, il est élu maire de Beaugency en élections municipales de 1995.
Il est réélu au poste de maire de Beaugency en élections municipales de 2001 puis en mars élections municipales de 2008.
Parallèlement à son activité politique, Claude Bourdin est également artiste peintre. Il réalise plusieurs expositions dans l'Orléanais après la fin de sa carrière politique.

## Distinctions
- Chevalier de l'ordre national du Mérite
- Officier de l'ordre des Palmes académiques

## Anciens mandats
- Député du Loiret (1991-1993)
- Conseiller régional (1986-1991)
- Conseiller général du canton de Beaugency (1988-2015)
- Conseiller municipal (1971-2014)
- Maire de Beaugency (1995-2014)